# Limoncello
| Orígenes                                                          |
| ----------------------------------------------------------------- |
| Lugar de origen: Italia                                           |
| Región: Campania                                                  |
| Zona de producción: Sorrento,Capri, Procida e Costiera Amalfitana |
| Contenido de Alcohol: 30- 34%                                     |

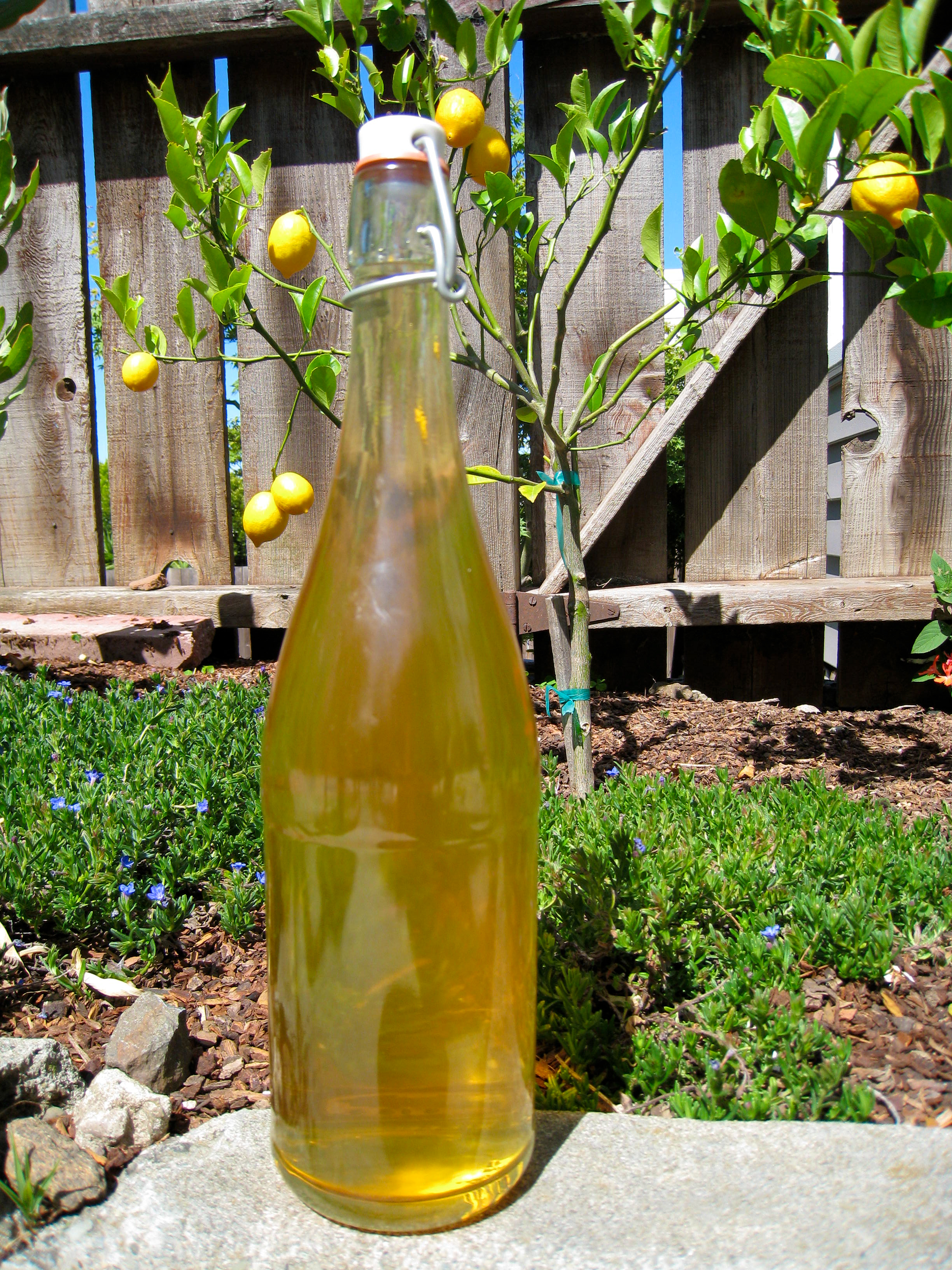

El limoncello (o limoncino) es un licor típico de Italia, obtenido por la maceración en alcohol de la cáscara de limón y posiblemente de otros cítricos, mezclado con un jarabe de agua y azúcar. Se trata de un producto típico de la región de Campania, elaborado en particular con los limones cultivados en la Costa Amalfitana, en el Golfo de Salerno.
Tras al menos un mes de vencimiento en la botella, se convierte en el licor de color amarillo clásico, especialmente adecuado para ser disfrutado como un digestivo después de las comidas. Se consume muy frío. Y se suele emplear en repostería con el objetivo de aromatizar pastas de dulces o gelatinas.
El limoncello también se produce en otras partes de Italia con los limones del lago de Garda, Trieste, Trentino y Sicilia.

A raíz de la popularidad del limoncello en Italia,  Estados Unidos comenzó a producir limoncello usando limones de  California, equivalente al 90% de la producción nacional. En la República Dominicana existe una variedad de este licor artesanal elaborada macerando en vodka o ron blanco la corteza de limones verdes tipo persa. Otra variedad que recibe el nombre de Limoncillo se produce en España, en Yepes, por una empresa de la localidad desde 1923.

## Historia
Según Fuentes Literarias de Federvini, este licor nace a principios del siglo XX, en una pequeña casa de la Isola Azzurra, donde la señora Maria Antonia Farace cultivaba un jardín lleno de limones y naranjas. Su nieto, después de la guerra, abrió un bar próximo a Villa Axel Munthe. La especialidad de la barra fue solo el licor de limón elaborado con la receta de su abuela. En 1988, su hijo Massimo Canale inició una pequeña producción artesanal de limoncello, registrando la marca. Pero, en realidad, incluso en las localidades Sorrento y Amalfi, hay leyendas e historias sobre el origen de la producción de este licor.  Sin embargo, como suele ocurrir en tales circunstancias, la verdad es nebulosa y  las suposiciones son muchas y cada vez más sorprendentes. Algunos dicen que el limoncello fue utilizado por los pescadores y los agricultores para combatir el frío, ya en el momento de la invasión de los sarracenos en el siglo XI. Otros, no obstante, creen que la receta nació en un convento del siglo XI para el deleite de los frailes entre una oración y otra. 
La verdad, tal vez, nunca la sabremos. Pero más allá de las cuestiones puramente parroquiales, el licor tradicional de color amarillo ha cruzado las fronteras durante las últimas décadas con la conquista de la mitad de los mercados mundiales. Botellas de limoncello están presentes en las estanterías de los mercados de ultramar, y en los nuevos escenarios de negocios que llegan al comercio asiático.  Para protegerse contra las imitaciones, la empresa La Costiera di Vinaccia Ferdinand  productora del  Limón de Sorrento IGP, tiene su autenticidad.

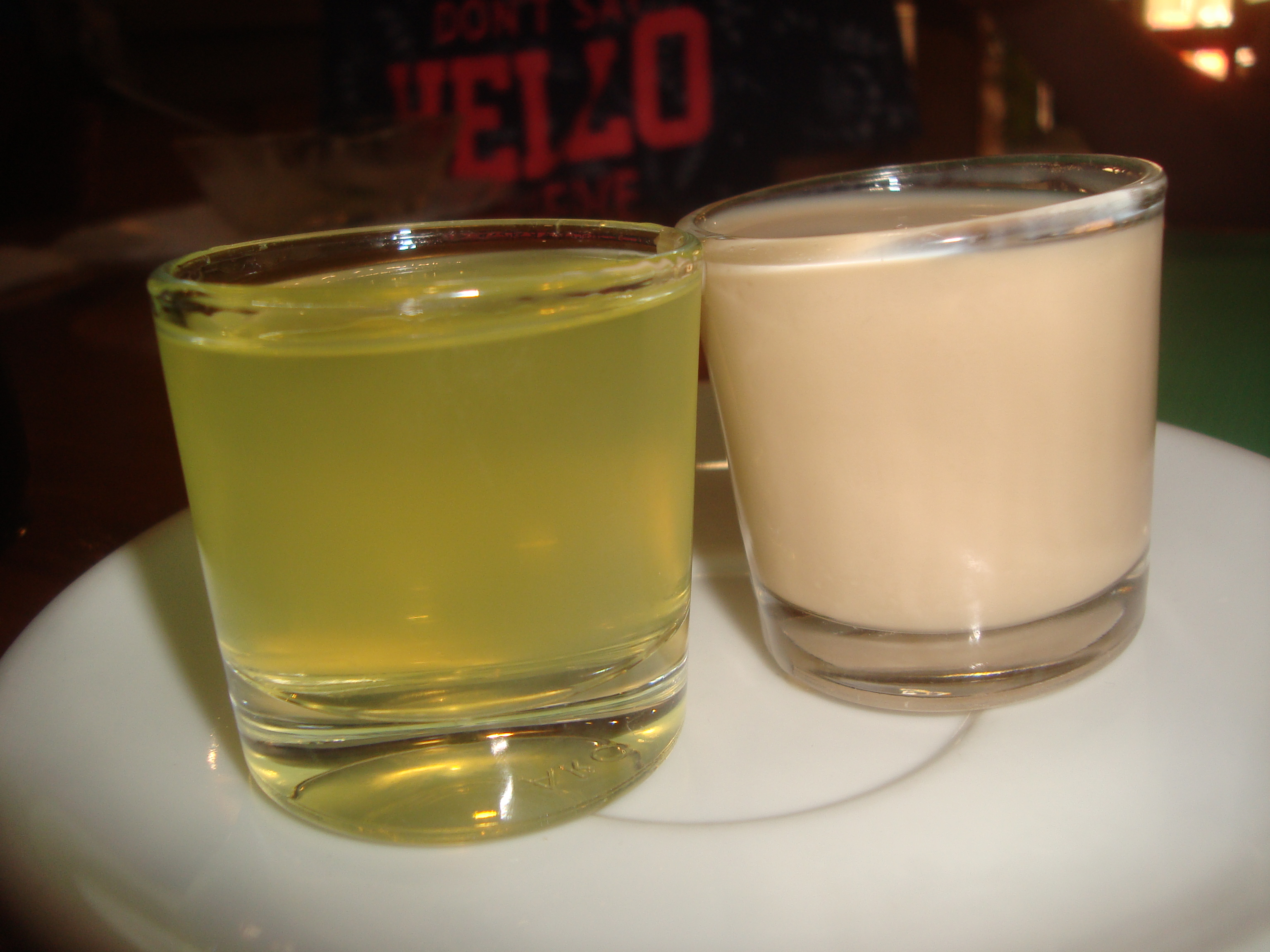
Chupito de Limoncello y chupito de Arroz.